# Richard Hallebeek
Richard Hallebeek (2 de agosto de 1969 en Bilthoven) es un guitarrista holandés de jazz fusión.

## Discografía
| Título                         | Lanzamiento | Notas                                                            |
| ------------------------------ | ----------- | ---------------------------------------------------------------- |
| Generator                      | 1994        | Coproducción con el guitarrista Antti Kotikoski                  |
| Nostalgia                      | 1997        | Richard Hallebeek toca la guitarra en el álbum de René Engel     |
| Spheres Of Samarkand           | 1998        | Richard Hallebeek toca la guitarra en el álbum de René Engel     |
| No Respect In '98              | 1998        | Coproducción con el guitarrista Antti Kotikoski                  |
| Leftovers, outtakes & mistakes | 2000        | -                                                                |
| Richard Hallebeek Project      | 2004        | Con Lale Larson, Bas Cornelissen Feat, Shawn Lane y Brett Garsed |
| Flowriders-Pheromone           | 2005        | Richard Hallebeek toca la guitarra en el EP de Flowriders        |